# Womyn
Womyn est un néologisme dérivé du mot women (femmes en anglais) utilisé par certaines autrices féministes. Il y a beaucoup d'orthographes alternatives, y compris wimmin, womban et wom! N. Les auteurs qui utilisent les orthographes alternatives les voient comme une expression d'indépendance féminine et un reniement des traditions qui définissent des femmes en ce qui concerne une norme masculine.